# Gary Lightbody

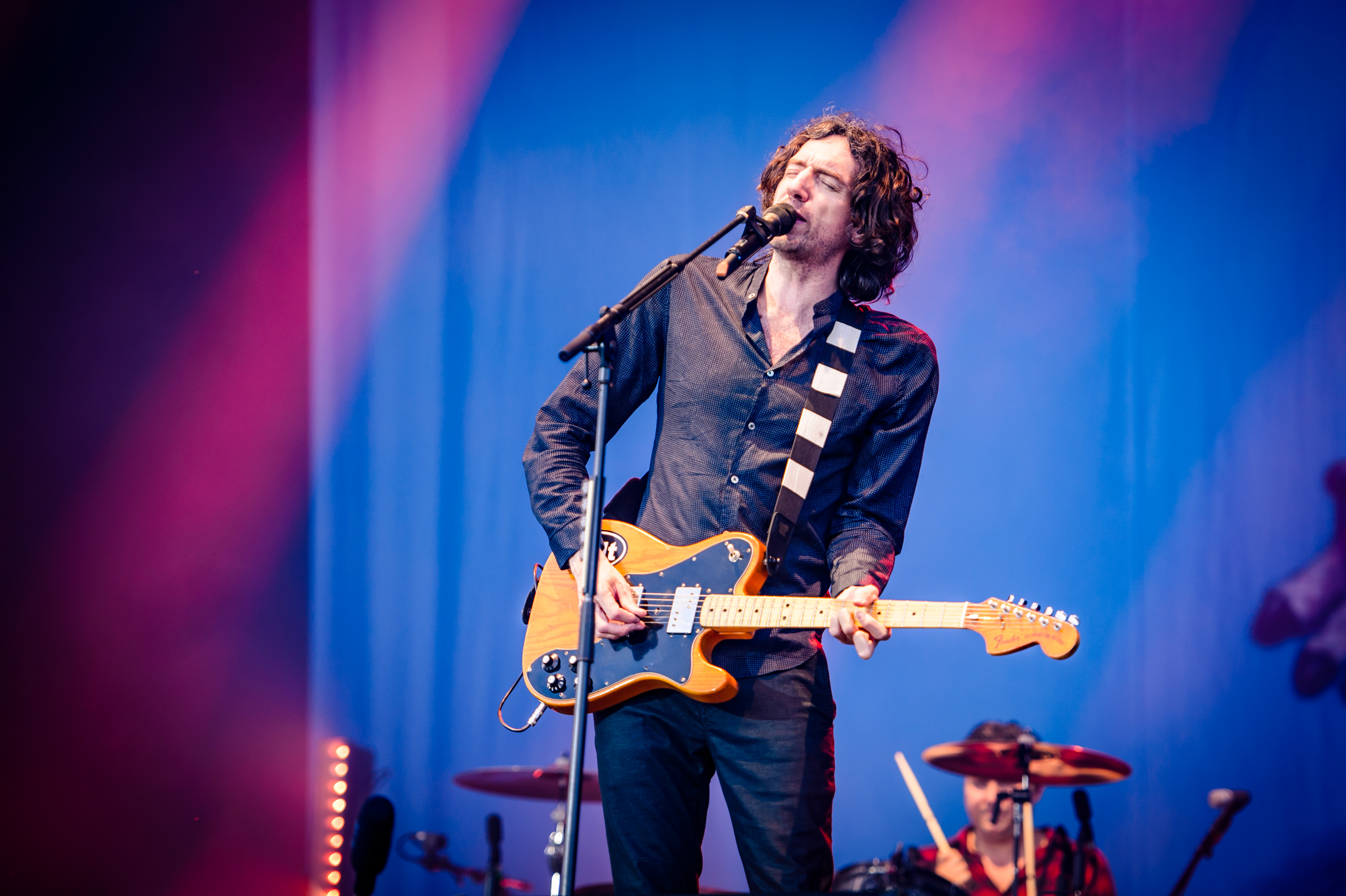
Gary Lightbody (2018)

Gary Lightbody OBE (* 15. Juni 1976 in Bangor, County Down) ist ein nordirischer Sänger, Songtexter und der Frontmann der nordirisch-schottischen Alternative-Rock-Gruppe Snow Patrol.

## Leben
Nachdem er das Campbell College in Belfast besucht hatte, zog Lightbody 1994 nach Dundee, (Schottland) und studierte an der Universität Dundee Anglistik und Englische Literatur. Hier gründete er mit seinen beiden Kommilitonen Jonny Quinn und Mark McClelland die Band Polar Bear. Da ein Musiker der Band Jane’s Addiction ein gleichnamiges Seitenprojekt führte, wurde aus juristischen Gründen die Gruppe in Snow Patrol umbenannt.
Ihren ersten Plattenvertrag unterzeichneten sie daraufhin beim Label Jeepster Records, bei welchem auch in der Indierock-Szene bekannte Bands wie Belle & Sebastian agierten. Während der Alben Songs for Polarbears und When It’s All Over We Still Have to Clear Up tourte Snow Patrol mit Bands wie The Levellers, Ash und Travis, bevor sie vom Major Label Polydor/Fiction unter Vertrag genommen wurden und mit dem Produzenten „Jacknife“ Lee ihr drittes Album Final Straw produzierten, welches den erfolgreichen und von Gary Lightbody und Iain Archer geschriebenen Song Run enthielt, der sie bis auf den 5. Platz in die Britischen Charts brachte. Der nun entfachte Mainstream-Erfolg der bis dahin als Indierock-Gruppe bekannten und geschätzten Band steigerte sich zusehends mit deren viertem Album Eyes Open und der daraus adaptierten Single, dem internationalen Nummer-eins-Hit Chasing Cars. Ihr Album A Hundred Million Suns produzierte die Gruppe erneut mit „Jacknife“ Lee; es wurde von Gary Lightbody und seinen Bandkollegen als „das musikalisch wohl beste Album, das wir je geschrieben haben“ bezeichnet. Das Album wurde in Irland als auch in Berlin in den legendären Hansa-Studios eingespielt und im Oktober 2008 veröffentlicht. Es wurde im Rahmen ihrer Tournee 2008/2009 mit dem Namen Take Back the Cities gespielt und mit beeindruckenden Kunst- und Lichtspieleffekten auf Leinwänden bei Snow Patrols Auftritten untermalt. Seine Bandkollegen sind Jonny Quinn (Schlagzeuger), Nathan Conolly (Lead-Gitarrist), Paul Wilson (Bass) und Johnny McDaid (Keyboard, Gitarre).
Lightbody lebt in Nordirland und hält sein Privatleben von der Öffentlichkeit fern.

## Musikalische Projekte
Im Jahr 2001 rief Gary Lightbody als Nebenprojekt die schottische „Supergroup“ The Reindeer Section ins Leben, die 47 Musiker aus 20 schottischen und irischen Bands als Mitglieder zählt. Die Formation produzierte im gleichen Jahr das Album Y'All Get Scared now, Ya Hear! und Son of Evil Reindeer im Jahr 2002.
Selbst als Songtexter wirkend, schrieb er für andere Musiker, wie Kidda und Nicole Scherzinger, sang das Duett Mishka mit dem britischen Electronica Musiker Cut La Roc, das Duett Set the Fire to the Third Bar mit der aus New York stammenden Sängerin Martha Wainwright, welches auf dem Snow Patrol Album Eyes Open veröffentlicht wurde. Weiterhin lieh er seine Stimme der schottischen Band Mogwai und wirkte auch an dem Album für Irlands Hilfsorganisation Make Trade Fair Campaign mit, für welches er mit der irischen, in Dublin beheimateten Sängerin Lisa Hannigan gemeinsam das Duett Some Surprise sang, dessen Singleauskopplung Platz 5 der Irischen Charts erreichte und von dem Musiker Paul Noonan der Band Bell X1 geschrieben wurde.
Gary Lightbody engagiert sich im Besonderen für junge Musiker und Bands in der Musikszene seines Heimatortes Belfast in Nordirland und gründete gemeinsam mit befreundeten Musikern und dem Musikjournalisten Stuart Bailie das Oh Yeah Music Centre, ein Musikzentrum und ehemalige Distillerie im Cathedral-Quarter in Belfast, das junge Bands der Alternativen Rock- und Indierock-Szene Belfasts produktions- und konzerttechnisch unterstützt. Von Belfast spricht er in vielen Gesprächen mit Journalisten als eine der „am schnellsten wachsenden und aufregendsten Musikszene“, die er derzeit kennt. Auch sonst fühlt er sich sehr heimatverbunden und widmete den Song Take Back the City auf Snow Patrols Album A Hundred Million Suns der nordirischen Hauptstadt Belfast, die ihn zum Schreiben des Songtextes inspirierte.
Im Jahr 2010 gründete Lightbody unter anderem mit Richard Colburn (Belle and Sebastian) und Peter Buck (R.E.M.) ein weiteres Nebenprojekt namens Tired Pony und veröffentlichte das Album The Place We Ran From. Im Jahr 2013 folgte das zweite Album The Ghost Of The Mountain.

## Wissenswertes
- Gary Lightbody, der sich selbst, was seinen musikalischen Geschmack angeht, als „Indierock Kid“ bezeichnet, fühlte sich als Student von Musikern und Bands wie Kurt Cobain von Nirvana, Lou Barlow von Sebadoh und den Super Furry Animals inspiriert, selbst Musiker zu werden und arbeitet neben seinem Job bei Snow Patrol auch mit seinem Bandkollegen und Freund Tom Simpson als DJ. Eine seiner Lieblingsbands, die Super Furry Animals, bezeichnete er einst als die Beatles seiner Generation.
- 2013 hatte er einen Gastauftritt als singender Bolton-Soldat in der dritten Episode der dritten Staffel von Game of Thrones.

## Diskografie

### Singles als Gastmusiker
| Jahr | Titel Album                                             | Höchstplatzierung, Gesamtwochen, AuszeichnungChartplatzierungen (Jahr, Titel, Album, Platzierungen, Wochen, Auszeichnungen, Anmerkungen) | Höchstplatzierung, Gesamtwochen, AuszeichnungChartplatzierungen (Jahr, Titel, Album, Platzierungen, Wochen, Auszeichnungen, Anmerkungen) | Anmerkungen                                                                |
| Jahr | Titel Album                                             | UK | US | Anmerkungen                                                                |
| ---- | ------------------------------------------------------- | --- | --- | -------------------------------------------------------------------------- |
| 2004 | The Last Time Red                                       | UK25 (2 Wo.)UK | — | Erstveröffentlichung: 23. September 2013 Taylor Swift feat. Gary Lightbody |
| 2004 | The Last Time (Taylor’s Version) Red (Taylor’s Version) | — | US66 (1 Wo.)US | Erstveröffentlichung: 12. November 2021 Taylor Swift feat. Gary Lightbody  |

## Musikalisches Equipment
Gitarren
- Lightbodys Hauptgitarre ist eine Fender '72 Telecaster Deluxe in der Farbe schwarz.
- Gibson SG
- Fender Telecaster '72 Thinline Reissue – blonde
- Fender Telecaster '72 Deluxe – blonde
- Fender Telecaster Standard – USA Modell in gelb.
- Gibson Les Paul Deluxe – schwarz
- Gretsch 6120 New Nashville – orange

Gary Lightbodys Gitarren sind dafür bekannt, fast immer mit einem Sticker des Schriftzuges "Celt" versehen zu sein
Verstärker
- Mesa Boogie Dual Rectifier Solo Heads
- Marshall JCM800 2203
- Marshall 3315 Transistor Amplifier
- Vox AC30's

Effektboards
- BOSS TU-2 Tuner
- BOSS TR-2 Tremolo
- BOSS CS-3 Compression Sustainer
- Zwei BOSS SD-1 Super Overdrives
- BOSS GE-7 Equalizer

sonstiges Equipment
- Plektren: Dunlop Tortex Standard Orange .60mm
- Ernie Ball Gitarrensaiten .009